# Ligue des champions de futsal de l'UEFA 2021-2022
Navigation
2020-2021 2022-2023
La Ligue des champions de futsal de l'UEFA 2021-2022 est la 21e édition de la compétition.

## Format de la compétition
La compétition reprend son format habituel, après une édition 2020-2021 à élimination directe. La Ligue des champions 2021-2022 se déroule en quatre tours.
| Tour              | Date du tirage au sort | Dates des matchs                       |
| ----------------- | ---------------------- | -------------------------------------- |
| Tour préliminaire | 7 juillet 2021         | 21–24 août 2021                        |
| Tour principal    | 30 août 2021           | 26–31 octobre 2021                     |
| Tour élite        | 3 novembre 2021        | 30 novembre–5 décembre 2021            |
| Finale à 4        | 7 avril 2022           | 28, 29, 30 avril & 1er mai 2022 à Riga |

## Clubs participants
| Liste des clubs par indice UEFA |
| --- |
| 1. Sporting CP , tenant 2. FC Barcelone 3. Kairat Almaty 4. Benfica 5. Levante 6. MFK Tyumen 7. Dobovec 8. Sinara Ekaterinburg 9. Atyrau 10. Kauno Žalgiris 11. Italservice Pesaro 12. Record Bielsko-Biała 13. Olmissum 14. Mostar SG 15. ACCS Asnières Villeneuve 92 16. SK Plzeň 17. United Galati 18. Lučenec 19. Viten Orsha 20. Hovocubo 21. Leo 22. Uragan Ivano-Frankivsk 23. Halle-Gooik - Luxol St Andrews Futsal - Proekt * - Dolphins Ashdod - Cefn Druids * - Futsal Minerva - Dinamo Plus - Varna City - Fiorentino - Haladás VSE * - Differdange - KF Tirana - Utleira Idrettslag - JB Futsal Gentofte - SMS Viimsi - Hammarby - Sparta Belfast - KMF FON * - MFC CIU * - Blue Magic FC Dublin - Titograd - Araz Naxçivan - Kampuksen Dynamo - Raba - Europa * - APOEL - Doukas - Diamant Linz - Encamp - Weilimdorf - Liqeni * - London Helvecia - Tavşançalı * Les 23 plus gros coefficients UEFA sont qualifiées d'office pour le tour principal. * : première participation à la compétition |

Les trois nations au meilleur coefficient UEFA (Espagne, Portugal et Russie) engagent deux équipes pour la compétition. Étant donné que le pays du tenant du titre fait partie de ces trois nations, la quatrième au meilleur coefficient, le Kazakhstan, engage aussi un second club. Chaque autre fédérations nationales affiliées à l'UEFA engage une équipe.
Les huit représentants de ces pays font partie des 23 équipes avec les coefficients UEFA les plus élevés entrant en lice au tour principal.
Les 32 autres équipes débutent au tour préliminaire, avec huit groupes de quatre disputés sous forme de tournoi toutes rondes dans un lieu unique. Les vainqueurs de groupe et le meilleur deuxième (neuf équipes) sont qualifiés pour rejoindre les clubs directement qualifiés pour le tour principal.
Le Tour principal est divisé en deux voies en fonction des coefficients européens. Les trois premiers des quatre groupes de la Voie A intègrent le Tour élite, contrairement au seuls vainqueurs des quatre poules de la Voie B.
Le Tour élite est aussi disputés en groupe de quatre équipes, dont seuls les premiers sont qualifiés pour la finale à quatre.
|                                | Équipes qualifiées auparavant    | Équipes entrant en lice     |
| ------------------------------ | -------------------------------- | --------------------------- |
| Tour préliminaire (32 équipes) | -                                | - 32 équipes                |
| Tour principal (32 équipes)    | - 9 qualifiés du Tour prélim.    | - 23 meilleurs coefficients |
| Tour élite (16 équipes)        | - 16 qualifiés du Tour principal | -                           |
| Finale à 8 (4 équipes)         | - 4 qualifiés du Tour élite      | -                           |

## Tour préliminaire

### Chapeaux
| Chapeau 1 | Chapeau 2 | Chapeau 3 | Chapeau 4                                                                                              |
| --- | --- | --- | --- |
| - Luxol St Andrews - TSV Weilimdorf (hôte) - Araz Naxçivan - APOEL Futsal - Gentofte - Haladás - Futsal Minerva (hôte) - FON | - Kampuksen Dynamo - Liqeni - CIU - Differdange 03 - Proekt (hôte) - Doukas (hôte) - Dinamo Plus - Viimsi (hôte) | - Hammarby IF - Helvécia - Raba (hôte) - Varna City - Tirana (hôte) - Diamant Linz - Blue Magic - Ashdod Dolphins | - Utleira - Tavşançalı - Cefn Druids - Europa - Titograd (hôte) - Sparta Belfast - Fiorentino - Encamp |

### Résultats

#### Groupe A
| Rang | Équipe           | Pts | J | G | N | P | Bp | Bc | Diff | Qualification                   |
| ---- | ---------------- | --- | - | - | - | - | -- | -- | ---- | ------------------------------- |
| 1    | Luxol St Andrews | 9   | 3 | 3 | 0 | 0 | 18 | 0  | +18  | qualifié pour le tour principal |
| 2    | Proekt (H)       | 6   | 3 | 2 | 0 | 1 | 14 | 6  | +8   |                                 |
| 3    | Cefn Druids      | 3   | 3 | 1 | 0 | 2 | 6  | 15 | −9   |                                 |
| 4    | Ashdod Dolphins  | 0   | 3 | 0 | 0 | 3 | 2  | 19 | −17  |                                 |

| 21 août 2021 | Luxol St Andrews | 5-0 | Cefn Druids | Sport Hall "26-ti April", Gevgelija                           |                                                               |
| 17:00        |                  |     |             | Arbitrage : Filipe Santos , Damian Grabowski , Telmen Undrakh | Arbitrage : Filipe Santos , Damian Grabowski , Telmen Undrakh |
| 17:00        | rapport          |     |             | Arbitrage : Filipe Santos , Damian Grabowski , Telmen Undrakh | Arbitrage : Filipe Santos , Damian Grabowski , Telmen Undrakh |

| 21 août 2021 | Ashdod Dolphins | 0-6 | Proekt |                                                               |                                                               |
| 20:00        |                 |     |        | Arbitrage : Alem Bajrović , Telmen Undrakh , Damian Grabowski | Arbitrage : Alem Bajrović , Telmen Undrakh , Damian Grabowski |
| 20:00        | rapport         |     |        | Arbitrage : Alem Bajrović , Telmen Undrakh , Damian Grabowski | Arbitrage : Alem Bajrović , Telmen Undrakh , Damian Grabowski |

| 22 août 2021 | Ashdod Dolphins | 0-8 | Luxol St Andrews |                                                              |                                                              |
| 17:00        |                 |     |                  | Arbitrage : Damian Grabowski , Alem Bajrović , Filipe Santos | Arbitrage : Damian Grabowski , Alem Bajrović , Filipe Santos |
| 17:00        | rapport         |     |                  | Arbitrage : Damian Grabowski , Alem Bajrović , Filipe Santos | Arbitrage : Damian Grabowski , Alem Bajrović , Filipe Santos |

| 22 août 2021 | Proekt  | 8-1 | Cefn Druids |                                                            |                                                            |
| 20:00        |         |     |             | Arbitrage : Telmen Undrakh , Filipe Santos , Alem Bajrović | Arbitrage : Telmen Undrakh , Filipe Santos , Alem Bajrović |
| 20:00        | rapport |     |             | Arbitrage : Telmen Undrakh , Filipe Santos , Alem Bajrović | Arbitrage : Telmen Undrakh , Filipe Santos , Alem Bajrović |

| 24 août 2021 | Cefn Druids | 5-2 | Ashdod Dolphins |                                                            |                                                            |
| 17:00        |             |     |                 | Arbitrage : Alem Bajrović , Telmen Undrakh , Filipe Santos | Arbitrage : Alem Bajrović , Telmen Undrakh , Filipe Santos |
| 17:00        | rapport     |     |                 | Arbitrage : Alem Bajrović , Telmen Undrakh , Filipe Santos | Arbitrage : Alem Bajrović , Telmen Undrakh , Filipe Santos |

| 24 août 2021 | Proekt  | 0-5 | Luxol St Andrews |                                                              |                                                              |
| 20:00        |         |     |                  | Arbitrage : Damian Grabowski , Filipe Santos , Alem Bajrović | Arbitrage : Damian Grabowski , Filipe Santos , Alem Bajrović |
| 20:00        | rapport |     |                  | Arbitrage : Damian Grabowski , Filipe Santos , Alem Bajrović | Arbitrage : Damian Grabowski , Filipe Santos , Alem Bajrović |

#### Groupe B
Dinamo Plus est le premier club moldave à franchir le tour préliminaire depuis 2009-2010.
| Rang | Équipe             | Pts | J | G | N | P | Bp | Bc | Diff | Qualification                   |
| ---- | ------------------ | --- | - | - | - | - | -- | -- | ---- | ------------------------------- |
| 1    | Dinamo Plus        | 9   | 3 | 3 | 0 | 0 | 10 | 6  | +4   | qualifié pour le tour principal |
| 2    | Futsal Minerva (H) | 6   | 3 | 2 | 0 | 1 | 25 | 6  | +19  |                                 |
| 3    | Varna City         | 3   | 3 | 1 | 0 | 2 | 4  | 7  | −3   |                                 |
| 4    | Fiorentino         | 0   | 3 | 0 | 0 | 3 | 4  | 24 | −20  |                                 |

| 22 août 2021 | Dinamo Plus | 3-2 | Fiorentino | Sporthalle Weissenstein, Bern                                 |                                                               |
| 13:00        |             |     |            | Arbitrage : Giulio Colombin , Denys Kutsyi , George Jansizian | Arbitrage : Giulio Colombin , Denys Kutsyi , George Jansizian |
| 13:00        | rapport     |     |            | Arbitrage : Giulio Colombin , Denys Kutsyi , George Jansizian | Arbitrage : Giulio Colombin , Denys Kutsyi , George Jansizian |

| 22 août 2021 | Varna City | 0-4 | Futsal Minerva |                                                             |                                                             |
| 16:00        |            |     |                | Arbitrage : Ingo Heemsoth , George Jansizian , Denys Kutsyi | Arbitrage : Ingo Heemsoth , George Jansizian , Denys Kutsyi |
| 16:00        | rapport    |     |                | Arbitrage : Ingo Heemsoth , George Jansizian , Denys Kutsyi | Arbitrage : Ingo Heemsoth , George Jansizian , Denys Kutsyi |

| 23 août 2021 | Varna City | 0-2 | Dinamo Plus |                                                            |                                                            |
| 16:00        |            |     |             | Arbitrage : Denys Kutsyi , Ingo Heemsoth , Giulio Colombin | Arbitrage : Denys Kutsyi , Ingo Heemsoth , Giulio Colombin |
| 16:00        | rapport    |     |             | Arbitrage : Denys Kutsyi , Ingo Heemsoth , Giulio Colombin | Arbitrage : Denys Kutsyi , Ingo Heemsoth , Giulio Colombin |

| 23 août 2021 | Futsal Minerva | 17-1 | Fiorentino |                                                                |                                                                |
| 19:00        |                |      |            | Arbitrage : George Jansizian , Giulio Colombin , Ingo Heemsoth | Arbitrage : George Jansizian , Giulio Colombin , Ingo Heemsoth |
| 19:00        | rapport        |      |            | Arbitrage : George Jansizian , Giulio Colombin , Ingo Heemsoth | Arbitrage : George Jansizian , Giulio Colombin , Ingo Heemsoth |

| 25 août 2021 | Fiorentino | 1-4 | Varna City |                                                             |                                                             |
| 15:00        |            |     |            | Arbitrage : Denys Kutsyi , George Jansizian , Ingo Heemsoth | Arbitrage : Denys Kutsyi , George Jansizian , Ingo Heemsoth |
| 15:00        | rapport    |     |            | Arbitrage : Denys Kutsyi , George Jansizian , Ingo Heemsoth | Arbitrage : Denys Kutsyi , George Jansizian , Ingo Heemsoth |

| 25 août 2021 | Futsal Minerva | 4-5 | Dinamo Plus |                                                                |                                                                |
| 19:00        |                |     |             | Arbitrage : Giulio Colombin , Ingo Heemsoth , George Jansizian | Arbitrage : Giulio Colombin , Ingo Heemsoth , George Jansizian |
| 19:00        | rapport        |     |             | Arbitrage : Giulio Colombin , Ingo Heemsoth , George Jansizian | Arbitrage : Giulio Colombin , Ingo Heemsoth , George Jansizian |

#### Groupe C
Haladás est qualifié pour sa première participation.
| Rang | Équipe         | Pts | J | G | N | P | Bp | Bc | Diff | Qualification                   |
| ---- | -------------- | --- | - | - | - | - | -- | -- | ---- | ------------------------------- |
| 1    | Haladás        | 9   | 3 | 3 | 0 | 0 | 12 | 6  | +6   | qualifié pour le tour principal |
| 2    | Differdange 03 | 3   | 3 | 1 | 0 | 2 | 9  | 10 | −1   |                                 |
| 3    | Tirana (H)     | 3   | 3 | 1 | 0 | 2 | 8  | 9  | −1   |                                 |
| 4    | Utleira        | 3   | 3 | 1 | 0 | 2 | 7  | 11 | −4   |                                 |

| 21 août 2021 | Haladás | 5-1 | Utleira | Hall Tirana Olimpik Park, Tirana                              |                                                               |
| 17:00        |         |     |         | Arbitrage : Hikmat Qafarli , Stephen Vella , Raafat Al Hamola | Arbitrage : Hikmat Qafarli , Stephen Vella , Raafat Al Hamola |
| 17:00        | rapport |     |         | Arbitrage : Hikmat Qafarli , Stephen Vella , Raafat Al Hamola | Arbitrage : Hikmat Qafarli , Stephen Vella , Raafat Al Hamola |

| 21 août 2021 | Differdange 03 | 2-4 | Tirana |                                                              |                                                              |
| 20:30        |                |     |        | Arbitrage : Gordon Mccabe , Raafat Al Hamola , Stephen Vella | Arbitrage : Gordon Mccabe , Raafat Al Hamola , Stephen Vella |
| 20:30        | rapport        |     |        | Arbitrage : Gordon Mccabe , Raafat Al Hamola , Stephen Vella | Arbitrage : Gordon Mccabe , Raafat Al Hamola , Stephen Vella |

| 22 août 2021 | Differdange 03 | 3-4 | Haladás |                                                            |                                                            |
| 17:00        |                |     |         | Arbitrage : Stephen Vella , Gordon Mccabe , Hikmat Qafarli | Arbitrage : Stephen Vella , Gordon Mccabe , Hikmat Qafarli |
| 17:00        | rapport        |     |         | Arbitrage : Stephen Vella , Gordon Mccabe , Hikmat Qafarli | Arbitrage : Stephen Vella , Gordon Mccabe , Hikmat Qafarli |

| 22 août 2021 | Tirana  | 2-4 | Utleira |                                                               |                                                               |
| 20:30        |         |     |         | Arbitrage : Raafat Al Hamola , Hikmat Qafarli , Gordon Mccabe | Arbitrage : Raafat Al Hamola , Hikmat Qafarli , Gordon Mccabe |
| 20:30        | rapport |     |         | Arbitrage : Raafat Al Hamola , Hikmat Qafarli , Gordon Mccabe | Arbitrage : Raafat Al Hamola , Hikmat Qafarli , Gordon Mccabe |

| 24 août 2021 | Utleira | 2-4 | Differdange 03 |                                                               |                                                               |
| 17:00        |         |     |                | Arbitrage : Hikmat Qafarli , Raafat Al Hamola , Stephen Vella | Arbitrage : Hikmat Qafarli , Raafat Al Hamola , Stephen Vella |
| 17:00        | rapport |     |                | Arbitrage : Hikmat Qafarli , Raafat Al Hamola , Stephen Vella | Arbitrage : Hikmat Qafarli , Raafat Al Hamola , Stephen Vella |

| 24 août 2021 | Tirana  | 2-3 | Haladás |                                                              |                                                              |
| 20:30        |         |     |         | Arbitrage : Gordon Mccabe , Stephen Vella , Raafat Al Hamola | Arbitrage : Gordon Mccabe , Stephen Vella , Raafat Al Hamola |
| 20:30        | rapport |     |         | Arbitrage : Gordon Mccabe , Stephen Vella , Raafat Al Hamola | Arbitrage : Gordon Mccabe , Stephen Vella , Raafat Al Hamola |

#### Groupe D
Hammarby devance Gentofte et Viimsi lors d'un tête à tête à trois à la différence de but, les trois équipes terminant avec six points.
| Rang | Équipe         | Pts | J | G | N | P | Bp | Bc | Diff | Qualification                   |
| ---- | -------------- | --- | - | - | - | - | -- | -- | ---- | ------------------------------- |
| 1    | Hammarby IF    | 6   | 3 | 2 | 0 | 1 | 16 | 9  | +7   | qualifié pour le tour principal |
| 2    | Gentofte       | 6   | 3 | 2 | 0 | 1 | 12 | 11 | +1   |                                 |
| 3    | Viimsi (H)     | 6   | 3 | 2 | 0 | 1 | 16 | 7  | +9   |                                 |
| 4    | Sparta Belfast | 0   | 3 | 0 | 0 | 3 | 5  | 22 | −17  |                                 |

| 21 août 2021       | Gentofte | 3-2 | Sparta Belfast | Viimsi Kooli Spordikeskus, Haabneeme                            |                                                                 |
| 15:00 (16:00 EEST) |          |     |                | Arbitrage : Ruben Cardoso , Bogdan Hanceariuc , Joern Te Kloeze | Arbitrage : Ruben Cardoso , Bogdan Hanceariuc , Joern Te Kloeze |
| 15:00 (16:00 EEST) | rapport  |     |                | Arbitrage : Ruben Cardoso , Bogdan Hanceariuc , Joern Te Kloeze | Arbitrage : Ruben Cardoso , Bogdan Hanceariuc , Joern Te Kloeze |

| 21 août 2021       | Hammarby IF | 3-1 | Viimsi |                                                                        |                                                                        |
| 18:30 (19:30 EEST) |             |     |        | Arbitrage : Michael Christofides , Joern Te Kloeze , Bogdan Hanceariuc | Arbitrage : Michael Christofides , Joern Te Kloeze , Bogdan Hanceariuc |
| 18:30 (19:30 EEST) | rapport     |     |        | Arbitrage : Michael Christofides , Joern Te Kloeze , Bogdan Hanceariuc | Arbitrage : Michael Christofides , Joern Te Kloeze , Bogdan Hanceariuc |

| 22 août 2021       | Hammarby IF | 5-6 | Gentofte |                                                                    |                                                                    |
| 15:00 (16:00 EEST) |             |     |          | Arbitrage : Joern Te Kloeze , Ruben Cardoso , Michael Christofides | Arbitrage : Joern Te Kloeze , Ruben Cardoso , Michael Christofides |
| 15:00 (16:00 EEST) | rapport     |     |          | Arbitrage : Joern Te Kloeze , Ruben Cardoso , Michael Christofides | Arbitrage : Joern Te Kloeze , Ruben Cardoso , Michael Christofides |

| 22 août 2021       | Viimsi  | 11-1 | Sparta Belfast |                                                                      |                                                                      |
| 18:30 (19:30 EEST) |         |      |                | Arbitrage : Bogdan Hanceariuc , Michael Christofides , Ruben Cardoso | Arbitrage : Bogdan Hanceariuc , Michael Christofides , Ruben Cardoso |
| 18:30 (19:30 EEST) | rapport |      |                | Arbitrage : Bogdan Hanceariuc , Michael Christofides , Ruben Cardoso | Arbitrage : Bogdan Hanceariuc , Michael Christofides , Ruben Cardoso |

| 24 août 2021       | Sparta Belfast | 2-8 | Hammarby IF |                                                                        |                                                                        |
| 15:00 (16:00 EEST) |                |     |             | Arbitrage : Bogdan Hanceariuc , Joern Te Kloeze , Michael Christofides | Arbitrage : Bogdan Hanceariuc , Joern Te Kloeze , Michael Christofides |
| 15:00 (16:00 EEST) | rapport        |     |             | Arbitrage : Bogdan Hanceariuc , Joern Te Kloeze , Michael Christofides | Arbitrage : Bogdan Hanceariuc , Joern Te Kloeze , Michael Christofides |

| 24 août 2021       | Viimsi  | 4-3 | Gentofte |                                                                    |                                                                    |
| 18:30 (19:30 EEST) |         |     |          | Arbitrage : Ruben Cardoso , Michael Christofides , Joern Te Kloeze | Arbitrage : Ruben Cardoso , Michael Christofides , Joern Te Kloeze |
| 18:30 (19:30 EEST) | rapport |     |          | Arbitrage : Ruben Cardoso , Michael Christofides , Joern Te Kloeze | Arbitrage : Ruben Cardoso , Michael Christofides , Joern Te Kloeze |

#### Groupe E
FON est qualifié pour sa première participation.
| Rang | Équipe       | Pts | J | G | N | P | Bp | Bc | Diff | Qualification                   |
| ---- | ------------ | --- | - | - | - | - | -- | -- | ---- | ------------------------------- |
| 1    | KMF FON      | 9   | 3 | 3 | 0 | 0 | 10 | 2  | +8   | qualifié pour le tour principal |
| 2    | Titograd (H) | 6   | 3 | 2 | 0 | 1 | 6  | 3  | +3   |                                 |
| 3    | Blue Magic   | 3   | 3 | 1 | 0 | 2 | 6  | 9  | −3   |                                 |
| 4    | CIU          | 0   | 3 | 0 | 0 | 3 | 2  | 10 | −8   |                                 |

| 21 août 2021 | KMF FON | 4-1 | Blue Magic | Moraca Hall, Podgorica                                      |                                                             |
| 17:00        |         |     |            | Arbitrage : Yiangos Yiangou , Jernej Petek , Done Ristovski | Arbitrage : Yiangos Yiangou , Jernej Petek , Done Ristovski |
| 17:00        | rapport |     |            | Arbitrage : Yiangos Yiangou , Jernej Petek , Done Ristovski | Arbitrage : Yiangos Yiangou , Jernej Petek , Done Ristovski |

| 21 août 2021 | CIU     | 0-2 | Titograd |                                                          |                                                          |
| 20:30        |         |     |          | Arbitrage : Paavo Komppa , Done Ristovski , Jernej Petek | Arbitrage : Paavo Komppa , Done Ristovski , Jernej Petek |
| 20:30        | rapport |     |          | Arbitrage : Paavo Komppa , Done Ristovski , Jernej Petek | Arbitrage : Paavo Komppa , Done Ristovski , Jernej Petek |

| 22 août 2021 | CIU     | 0-3 | KMF FON |                                                           |                                                           |
| 17:00        |         |     |         | Arbitrage : Jernej Petek , Yiangos Yiangou , Paavo Komppa | Arbitrage : Jernej Petek , Yiangos Yiangou , Paavo Komppa |
| 17:00        | rapport |     |         | Arbitrage : Jernej Petek , Yiangos Yiangou , Paavo Komppa | Arbitrage : Jernej Petek , Yiangos Yiangou , Paavo Komppa |

| 22 août 2021 | Titograd | 3-0 | Blue Magic |                                                             |                                                             |
| 20:30        |          |     |            | Arbitrage : Done Ristovski , Paavo Komppa , Yiangos Yiangou | Arbitrage : Done Ristovski , Paavo Komppa , Yiangos Yiangou |
| 20:30        | rapport  |     |            | Arbitrage : Done Ristovski , Paavo Komppa , Yiangos Yiangou | Arbitrage : Done Ristovski , Paavo Komppa , Yiangos Yiangou |

| 24 août 2021 | Blue Magic | 5-2 | CIU |                                                           |                                                           |
| 17:00        |            |     |     | Arbitrage : Yiangos Yiangou , Jernej Petek , Paavo Komppa | Arbitrage : Yiangos Yiangou , Jernej Petek , Paavo Komppa |
| 17:00        | rapport    |     |     | Arbitrage : Yiangos Yiangou , Jernej Petek , Paavo Komppa | Arbitrage : Yiangos Yiangou , Jernej Petek , Paavo Komppa |

| 24 août 2021 | Titograd | 1-3 | KMF FON |                                                          |                                                          |
| 20:30        |          |     |         | Arbitrage : Done Ristovski , Paavo Komppa , Jernej Petek | Arbitrage : Done Ristovski , Paavo Komppa , Jernej Petek |
| 20:30        | rapport  |     |         | Arbitrage : Done Ristovski , Paavo Komppa , Jernej Petek | Arbitrage : Done Ristovski , Paavo Komppa , Jernej Petek |

#### Groupe F
Rizvan Farzaliyev (Araz) participe aux trois matches et égale le record de Lúcio avec 69 apparitions en match de futsal UEFA.
| Rang | Équipe           | Pts | J | G | N | P | Bp | Bc | Diff | Qualification                   |
| ---- | ---------------- | --- | - | - | - | - | -- | -- | ---- | ------------------------------- |
| 1    | Kampuksen Dynamo | 7   | 3 | 2 | 1 | 0 | 23 | 7  | +16  | qualifié pour le tour principal |
| 2    | Araz Naxçivan    | 7   | 3 | 2 | 1 | 0 | 21 | 10 | +11  | qualifié pour le tour principal |
| 3    | Raba (H)         | 3   | 3 | 1 | 0 | 2 | 12 | 16 | −4   |                                 |
| 4    | Europa           | 0   | 3 | 0 | 0 | 3 | 8  | 31 | −23  |                                 |

| 21 août 2021       | Araz Naxçivan | 9-2 | Europa | Salaspils sporta nams, Salaspils                                |                                                                 |
| 13:00 (14:00 EEST) |               |     |        | Arbitrage : Dario Pezzuto , Dražen Vukčević , Panagiotis Ntalas | Arbitrage : Dario Pezzuto , Dražen Vukčević , Panagiotis Ntalas |
| 13:00 (14:00 EEST) | rapport       |     |        | Arbitrage : Dario Pezzuto , Dražen Vukčević , Panagiotis Ntalas | Arbitrage : Dario Pezzuto , Dražen Vukčević , Panagiotis Ntalas |

| 21 août 2021       | Kampuksen Dynamo | 5-0 | Raba |                                                                   |                                                                   |
| 18:00 (19:00 EEST) |                  |     |      | Arbitrage : Daniele D'adamo , Panagiotis Ntalas , Dražen Vukčević | Arbitrage : Daniele D'adamo , Panagiotis Ntalas , Dražen Vukčević |
| 18:00 (19:00 EEST) | rapport          |     |      | Arbitrage : Daniele D'adamo , Panagiotis Ntalas , Dražen Vukčević | Arbitrage : Daniele D'adamo , Panagiotis Ntalas , Dražen Vukčević |

| 22 août 2021       | Kampuksen Dynamo | 4-4 | Araz Naxçivan |                                                               |                                                               |
| 13:00 (14:00 EEST) |                  |     |               | Arbitrage : Dražen Vukčević , Dario Pezzuto , Daniele D'adamo | Arbitrage : Dražen Vukčević , Dario Pezzuto , Daniele D'adamo |
| 13:00 (14:00 EEST) | rapport          |     |               | Arbitrage : Dražen Vukčević , Dario Pezzuto , Daniele D'adamo | Arbitrage : Dražen Vukčević , Dario Pezzuto , Daniele D'adamo |

| 22 août 2021       | Raba    | 8-3 | Europa |                                                                 |                                                                 |
| 18:00 (19:00 EEST) |         |     |        | Arbitrage : Panagiotis Ntalas , Daniele D'adamo , Dario Pezzuto | Arbitrage : Panagiotis Ntalas , Daniele D'adamo , Dario Pezzuto |
| 18:00 (19:00 EEST) | rapport |     |        | Arbitrage : Panagiotis Ntalas , Daniele D'adamo , Dario Pezzuto | Arbitrage : Panagiotis Ntalas , Daniele D'adamo , Dario Pezzuto |

| 24 août 2021       | Europa  | 3-14 | Kampuksen Dynamo |                                                                   |                                                                   |
| 13:00 (14:00 EEST) |         |      |                  | Arbitrage : Daniele D'adamo , Panagiotis Ntalas , Dražen Vukčević | Arbitrage : Daniele D'adamo , Panagiotis Ntalas , Dražen Vukčević |
| 13:00 (14:00 EEST) | rapport |      |                  | Arbitrage : Daniele D'adamo , Panagiotis Ntalas , Dražen Vukčević | Arbitrage : Daniele D'adamo , Panagiotis Ntalas , Dražen Vukčević |

| 24 août 2021       | Raba    | 4-8 | Araz Naxçivan |                                                                 |                                                                 |
| 18:00 (19:00 EEST) |         |     |               | Arbitrage : Dario Pezzuto , Dražen Vukčević , Panagiotis Ntalas | Arbitrage : Dario Pezzuto , Dražen Vukčević , Panagiotis Ntalas |
| 18:00 (19:00 EEST) | rapport |     |               | Arbitrage : Dario Pezzuto , Dražen Vukčević , Panagiotis Ntalas | Arbitrage : Dario Pezzuto , Dražen Vukčević , Panagiotis Ntalas |

#### Groupe G
Diamant Linz devient le premier club autrichien à franchir un tour d'une compétition de futsal de l'UEFA.

Invaincu, Doukas n'est pas qualifié, devancé à la différence de but par Diamant Linz dans son groupe puis en tant que meilleur second par Araz.
| Rang | Équipe       | Pts | J | G | N | P | Bp | Bc | Diff | Qualification                   |
| ---- | ------------ | --- | - | - | - | - | -- | -- | ---- | ------------------------------- |
| 1    | Diamant Linz | 7   | 3 | 2 | 1 | 0 | 22 | 10 | +12  | qualifié pour le tour principal |
| 2    | Doukas (H)   | 7   | 3 | 2 | 1 | 0 | 13 | 6  | +7   |                                 |
| 3    | Encamp       | 3   | 3 | 1 | 0 | 2 | 2  | 16 | −14  |                                 |
| 4    | APOEL Futsal | 0   | 3 | 0 | 0 | 3 | 9  | 14 | −5   |                                 |

| 21 août 2021       | APOEL Futsal | 1-2 | Encamp | Dais Sports Hall, Athènes                                   |                                                             |
| 15:00 (16:00 EEST) |              |     |        | Arbitrage : Javier Moreno , Filip Nesnera , Jagnar Jakobson | Arbitrage : Javier Moreno , Filip Nesnera , Jagnar Jakobson |
| 15:00 (16:00 EEST) | rapport      |     |        | Arbitrage : Javier Moreno , Filip Nesnera , Jagnar Jakobson | Arbitrage : Javier Moreno , Filip Nesnera , Jagnar Jakobson |

| 21 août 2021       | Diamant Linz | 4-4 | Doukas |                                                             |                                                             |
| 19:00 (20:00 EEST) |              |     |        | Arbitrage : Nebojša Panić , Jagnar Jakobson , Filip Nesnera | Arbitrage : Nebojša Panić , Jagnar Jakobson , Filip Nesnera |
| 19:00 (20:00 EEST) | rapport      |     |        | Arbitrage : Nebojša Panić , Jagnar Jakobson , Filip Nesnera | Arbitrage : Nebojša Panić , Jagnar Jakobson , Filip Nesnera |

| 22 août 2021       | Doukas  | 4-0 | Encamp |                                                             |                                                             |
| 15:00 (16:00 EEST) |         |     |        | Arbitrage : Jagnar Jakobson , Javier Moreno , Nebojša Panić | Arbitrage : Jagnar Jakobson , Javier Moreno , Nebojša Panić |
| 15:00 (16:00 EEST) | rapport |     |        | Arbitrage : Jagnar Jakobson , Javier Moreno , Nebojša Panić | Arbitrage : Jagnar Jakobson , Javier Moreno , Nebojša Panić |

| 22 août 2021       | Diamant Linz | 7-6 | APOEL Futsal |                                                           |                                                           |
| 19:00 (20:00 EEST) |              |     |              | Arbitrage : Filip Nesnera , Nebojša Panić , Javier Moreno | Arbitrage : Filip Nesnera , Nebojša Panić , Javier Moreno |
| 19:00 (20:00 EEST) | rapport      |     |              | Arbitrage : Filip Nesnera , Nebojša Panić , Javier Moreno | Arbitrage : Filip Nesnera , Nebojša Panić , Javier Moreno |

| 24 août 2021       | Encamp  | 0-11 | Diamant Linz |                                                             |                                                             |
| 15:00 (16:00 EEST) |         |      |              | Arbitrage : Javier Moreno , Jagnar Jakobson , Nebojša Panić | Arbitrage : Javier Moreno , Jagnar Jakobson , Nebojša Panić |
| 15:00 (16:00 EEST) | rapport |      |              | Arbitrage : Javier Moreno , Jagnar Jakobson , Nebojša Panić | Arbitrage : Javier Moreno , Jagnar Jakobson , Nebojša Panić |

| 24 août 2021       | Doukas  | 5-2 | APOEL Futsal |                                                           |                                                           |
| 19:00 (20:00 EEST) |         |     |              | Arbitrage : Filip Nesnera , Nebojša Panić , Javier Moreno | Arbitrage : Filip Nesnera , Nebojša Panić , Javier Moreno |
| 19:00 (20:00 EEST) | rapport |     |              | Arbitrage : Filip Nesnera , Nebojša Panić , Javier Moreno | Arbitrage : Filip Nesnera , Nebojša Panić , Javier Moreno |

#### Groupe H
Liqeni est qualifié pour sa première participation.
| Rang | Équipe             | Pts | J | G | N | P | Bp | Bc | Diff | Qualification                   |
| ---- | ------------------ | --- | - | - | - | - | -- | -- | ---- | ------------------------------- |
| 1    | Liqeni             | 9   | 3 | 3 | 0 | 0 | 15 | 8  | +7   | qualifié pour le tour principal |
| 2    | TSV Weilimdorf (H) | 6   | 3 | 2 | 0 | 1 | 19 | 11 | +8   |                                 |
| 3    | Helvécia           | 3   | 3 | 1 | 0 | 2 | 20 | 19 | +1   |                                 |
| 4    | Tavşançalı         | 0   | 3 | 0 | 0 | 3 | 4  | 20 | −16  |                                 |

| 21 août 2021 | Liqeni  | 5-0 | Tavşançalı | Glaspalast, Sindelfingen                                    |                                                             |
| 17:00        |         |     |            | Arbitrage : Pablo Delgado , Marco Rothenfluh , Michael Lima | Arbitrage : Pablo Delgado , Marco Rothenfluh , Michael Lima |
| 17:00        | rapport |     |            | Arbitrage : Pablo Delgado , Marco Rothenfluh , Michael Lima | Arbitrage : Pablo Delgado , Marco Rothenfluh , Michael Lima |

| 21 août 2021 | Helvécia | 7-9 | TSV Weilimdorf |                                                               |                                                               |
| 20:00        |          |     |                | Arbitrage : Kaloyan Kirilov , Michael Lima , Marco Rothenfluh | Arbitrage : Kaloyan Kirilov , Michael Lima , Marco Rothenfluh |
| 20:00        | rapport  |     |                | Arbitrage : Kaloyan Kirilov , Michael Lima , Marco Rothenfluh | Arbitrage : Kaloyan Kirilov , Michael Lima , Marco Rothenfluh |

| 22 août 2021 | Helvécia | 6-7 | Liqeni |                                                                |                                                                |
| 17:00        |          |     |        | Arbitrage : Marco Rothenfluh , Kaloyan Kirilov , Pablo Delgado | Arbitrage : Marco Rothenfluh , Kaloyan Kirilov , Pablo Delgado |
| 17:00        | rapport  |     |        | Arbitrage : Marco Rothenfluh , Kaloyan Kirilov , Pablo Delgado | Arbitrage : Marco Rothenfluh , Kaloyan Kirilov , Pablo Delgado |

| 22 août 2021 | TSV Weilimdorf | 8-1 | Tavşançalı |                                                            |                                                            |
| 20:00        |                |     |            | Arbitrage : Michael Lima , Pablo Delgado , Kaloyan Kirilov | Arbitrage : Michael Lima , Pablo Delgado , Kaloyan Kirilov |
| 20:00        | rapport        |     |            | Arbitrage : Michael Lima , Pablo Delgado , Kaloyan Kirilov | Arbitrage : Michael Lima , Pablo Delgado , Kaloyan Kirilov |

| 24 août 2021 | Tavşançalı | 2-8 | Helvécia |                                                               |                                                               |
| 17:00        |            |     |          | Arbitrage : Michael Lima , Kaloyan Kirilov , Marco Rothenfluh | Arbitrage : Michael Lima , Kaloyan Kirilov , Marco Rothenfluh |
| 17:00        | rapport    |     |          | Arbitrage : Michael Lima , Kaloyan Kirilov , Marco Rothenfluh | Arbitrage : Michael Lima , Kaloyan Kirilov , Marco Rothenfluh |

| 24 août 2021 | TSV Weilimdorf | 2-3 | Liqeni |                                                                |                                                                |
| 20:00        |                |     |        | Arbitrage : Pablo Delgado , Marco Rothenfluh , Kaloyan Kirilov | Arbitrage : Pablo Delgado , Marco Rothenfluh , Kaloyan Kirilov |
| 20:00        | rapport        |     |        | Arbitrage : Pablo Delgado , Marco Rothenfluh , Kaloyan Kirilov | Arbitrage : Pablo Delgado , Marco Rothenfluh , Kaloyan Kirilov |

### Classement du meilleur second
Invaincu, Doukas n'est pas qualifié, devancé à la différence de but par Diamant Linz dans son groupe puis en tant que meilleur second par Araz.
| Rang | Équipe         | Pts | J | G | N | P | Bp | Bc | Diff | Qualification                   |
| ---- | -------------- | --- | - | - | - | - | -- | -- | ---- | ------------------------------- |
| 1    | Araz Naxçivan  | 7   | 3 | 2 | 1 | 0 | 21 | 10 | +11  | qualifié pour le tour principal |
| 2    | Doukas         | 7   | 3 | 2 | 1 | 0 | 13 | 6  | +7   |                                 |
| 3    | Futsal Minerva | 6   | 3 | 2 | 0 | 1 | 25 | 6  | +19  |                                 |
| 4    | TSV Weilimdorf | 6   | 3 | 2 | 0 | 1 | 19 | 11 | +8   |                                 |
| 5    | Proekt         | 6   | 3 | 2 | 0 | 1 | 14 | 6  | +8   |                                 |
| 6    | Titograd       | 6   | 3 | 2 | 0 | 1 | 6  | 3  | +3   |                                 |
| 7    | Gentofte       | 6   | 3 | 2 | 0 | 1 | 12 | 11 | +1   |                                 |
| 8    | Differdange 03 | 3   | 3 | 1 | 0 | 2 | 9  | 10 | −1   |                                 |

## Tour principal
Les tenants du titre du Sporting CP et quatre autres anciens vainqueurs font partie des seize qualifiés pour le Tour élite.

### Voie A
Les trois premiers de chaque poule se qualifient pour le Tour Elite.

#### Groupe 2
| Rang | Équipe                      | Pts | J | G | N | P | Bp | Bc | Diff |
| ---- | --------------------------- | --- | - | - | - | - | -- | -- | ---- |
| 1    | Sporting CP T               | 9   | 3 | 3 | 0 | 0 | 18 | 5  | +13  |
| 2    | ACCS Asnières Villeneuve 92 | 6   | 3 | 2 | 0 | 1 | 14 | 8  | +6   |
| 3    | FK Dobovec                  | 3   | 3 | 1 | 0 | 2 | 7  | 12 | -5   |
| 4    | MFC Atyrau                  | 0   | 3 | 0 | 0 | 3 | 2  | 16 | -14  |

| Titulaires :  |               |  |
|               |               |  |
| 14            | Guitta        |  |
| 8             | Erick         |  |
| 9             | João Matos    |  |
| 17            | Cavinato      |  |
| 29            | Alex Merlim   |  |
|               |               |  |
| Remplaçants : |               |  |
| 16            | Bernardo Paço |  |
| 3             | Tiago Macedo  |  |
| 4             | Tomás Paço    |  |
| 6             | Zicky         |  |
| 11            | Waltinho      |  |
| 18            | Pany Varela   |  |
| 19            | Ruiz          |  |
| 20            | Miguel Ângelo |  |
|               |               |  |
| Entraîneur :  |               |  |
| Nuno Dias     |               |  |

| Titulaires :          |                     |  |
|                       |                     |  |
| 1                     | Careca              |  |
| 8                     | Soufiane El Mesrar  |  |
| 9                     | Nelson Lutin        |  |
| 11                    | Souheil Mouhoudine  |  |
| 19                    | Abdessamad Mohammed |  |
|                       |                     |  |
| Remplaçants :         |                     |  |
| 12                    | Moussa Diagouraga   |  |
| 20                    | Faouziddine Abal    |  |
| 2                     | Murilo              |  |
| 3                     | Thiago Bolinha      |  |
| 5                     | Bilal Bakkali       |  |
| 6                     | Abdelillah Alla     |  |
| 7                     | Mamadou Touré       |  |
| 14                    | Landry N'Gala       |  |
| 17                    | Rodriguinho         |  |
|                       |                     |  |
| Entraîneur :          |                     |  |
| Sergio Mullor Cabrera |                     |  |

| Titulaires :  |               |  |
|               |               |  |
| 14            | Guitta        |  |
| 8             | Erick         |  |
| 9             | João Matos    |  |
| 17            | Cavinato      |  |
| 29            | Alex Merlim   |  |
|               |               |  |
| Remplaçants : |               |  |
| 16            | Bernardo Paço |  |
| 3             | Tiago Macedo  |  |
| 4             | Tomás Paço    |  |
| 6             | Zicky         |  |
| 11            | Waltinho      |  |
| 18            | Pany Varela   |  |
| 19            | Ruiz          |  |
| 20            | Miguel Ângelo |  |
|               |               |  |
| Entraîneur :  |               |  |
| Nuno Dias     |               |  |

| Titulaires :          |                     |  |
|                       |                     |  |
| 1                     | Careca              |  |
| 8                     | Soufiane El Mesrar  |  |
| 9                     | Nelson Lutin        |  |
| 11                    | Souheil Mouhoudine  |  |
| 19                    | Abdessamad Mohammed |  |
|                       |                     |  |
| Remplaçants :         |                     |  |
| 12                    | Moussa Diagouraga   |  |
| 20                    | Faouziddine Abal    |  |
| 2                     | Murilo              |  |
| 3                     | Thiago Bolinha      |  |
| 5                     | Bilal Bakkali       |  |
| 6                     | Abdelillah Alla     |  |
| 7                     | Mamadou Touré       |  |
| 14                    | Landry N'Gala       |  |
| 17                    | Rodriguinho         |  |
|                       |                     |  |
| Entraîneur :          |                     |  |
| Sergio Mullor Cabrera |                     |  |

| Titulaires :  |           |  |
|               |           |  |
| 1 =           | Puškar    |  |
| 7             | Čeh       |  |
| 9             | Perić     |  |
| 10            | Novak     |  |
| 14            | Matošević |  |
|               |           |  |
| Remplaçants : |           |  |
| 12            | Peček     |  |
| 2             | R. Mordej |  |
| 5             | Čujec     |  |
| 8             | Turk      |  |
| 11            | Knežević  |  |
| 15            | Duščak    |  |
| 17            | Gorinšek  |  |
| 19            | Cesarec   |  |
| 20            | T. Kotnik |  |
|               |           |  |
| Entraîneur :  |           |  |
| Morina        |           |  |

| Titulaires :          |                     |  |
|                       |                     |  |
| 1                     | Careca              |  |
| 7                     | Mamadou Touré       |  |
| 8                     | Soufiane El Mesrar  |  |
| 11                    | Souheil Mouhoudine  |  |
| 19                    | Abdessamad Mohammed |  |
|                       |                     |  |
| Remplaçants :         |                     |  |
| 12                    | Moussa Diagouraga   |  |
| 20                    | Faouziddine Abal    |  |
| 2                     | Murilo              |  |
| 3                     | Thiago Bolinha      |  |
| 5                     | Bilal Bakkali       |  |
| 6                     | Abdelillah Alla     |  |
| 9                     | Nelson Lutin        |  |
| 14                    | Landry N'Gala       |  |
| 17                    | Rodriguinho         |  |
|                       |                     |  |
| Entraîneur :          |                     |  |
| Sergio Mullor Cabrera |                     |  |

| Titulaires :  |           |  |
|               |           |  |
| 1 =           | Puškar    |  |
| 7             | Čeh       |  |
| 9             | Perić     |  |
| 10            | Novak     |  |
| 14            | Matošević |  |
|               |           |  |
| Remplaçants : |           |  |
| 12            | Peček     |  |
| 2             | R. Mordej |  |
| 5             | Čujec     |  |
| 8             | Turk      |  |
| 11            | Knežević  |  |
| 15            | Duščak    |  |
| 17            | Gorinšek  |  |
| 19            | Cesarec   |  |
| 20            | T. Kotnik |  |
|               |           |  |
| Entraîneur :  |           |  |
| Morina        |           |  |

| Titulaires :          |                     |  |
|                       |                     |  |
| 1                     | Careca              |  |
| 7                     | Mamadou Touré       |  |
| 8                     | Soufiane El Mesrar  |  |
| 11                    | Souheil Mouhoudine  |  |
| 19                    | Abdessamad Mohammed |  |
|                       |                     |  |
| Remplaçants :         |                     |  |
| 12                    | Moussa Diagouraga   |  |
| 20                    | Faouziddine Abal    |  |
| 2                     | Murilo              |  |
| 3                     | Thiago Bolinha      |  |
| 5                     | Bilal Bakkali       |  |
| 6                     | Abdelillah Alla     |  |
| 9                     | Nelson Lutin        |  |
| 14                    | Landry N'Gala       |  |
| 17                    | Rodriguinho         |  |
|                       |                     |  |
| Entraîneur :          |                     |  |
| Sergio Mullor Cabrera |                     |  |

| Titulaires :          |                     |  |
|                       |                     |  |
| 1                     | Careca              |  |
| 6                     | Abdelillah Alla     |  |
| 8                     | Soufiane El Mesrar  |  |
| 11                    | Souheil Mouhoudine  |  |
| 19                    | Abdessamad Mohammed |  |
|                       |                     |  |
| Remplaçants :         |                     |  |
| 12                    | Moussa Diagouraga   |  |
| 20                    | Faouziddine Abal    |  |
| 2                     | Murilo              |  |
| 3                     | Thiago Bolinha      |  |
| 5                     | Bilal Bakkali       |  |
| 7                     | Mamadou Touré       |  |
| 9                     | Nelson Lutin        |  |
| 14                    | Landry N'Gala       |  |
| 17                    | Rodriguinho         |  |
|                       |                     |  |
| Entraîneur :          |                     |  |
| Sergio Mullor Cabrera |                     |  |

| Titulaires :        |              |  |
|                     |              |  |
| 13                  | Dalton       |  |
| 9                   | Fukin        |  |
| 12                  | Déo          |  |
| 18                  | Tokayev      |  |
| 20                  | Sinesio      |  |
|                     |              |  |
| Remplaçants :       |              |  |
| 29                  | Alin         |  |
| 7                   | Sarbassov    |  |
| 8                   | Amandossov   |  |
| 10                  | Yesseniyazov |  |
| 15                  | Erick        |  |
| 17                  | Madiyev      |  |
| 22                  | Zhumakhmet   |  |
|                     |              |  |
| Entraîneur :        |              |  |
| Zhaxylyk Baisariyev |              |  |

| Titulaires :          |                     |  |
|                       |                     |  |
| 1                     | Careca              |  |
| 6                     | Abdelillah Alla     |  |
| 8                     | Soufiane El Mesrar  |  |
| 11                    | Souheil Mouhoudine  |  |
| 19                    | Abdessamad Mohammed |  |
|                       |                     |  |
| Remplaçants :         |                     |  |
| 12                    | Moussa Diagouraga   |  |
| 20                    | Faouziddine Abal    |  |
| 2                     | Murilo              |  |
| 3                     | Thiago Bolinha      |  |
| 5                     | Bilal Bakkali       |  |
| 7                     | Mamadou Touré       |  |
| 9                     | Nelson Lutin        |  |
| 14                    | Landry N'Gala       |  |
| 17                    | Rodriguinho         |  |
|                       |                     |  |
| Entraîneur :          |                     |  |
| Sergio Mullor Cabrera |                     |  |

| Titulaires :        |              |  |
|                     |              |  |
| 13                  | Dalton       |  |
| 9                   | Fukin        |  |
| 12                  | Déo          |  |
| 18                  | Tokayev      |  |
| 20                  | Sinesio      |  |
|                     |              |  |
| Remplaçants :       |              |  |
| 29                  | Alin         |  |
| 7                   | Sarbassov    |  |
| 8                   | Amandossov   |  |
| 10                  | Yesseniyazov |  |
| 15                  | Erick        |  |
| 17                  | Madiyev      |  |
| 22                  | Zhumakhmet   |  |
|                     |              |  |
| Entraîneur :        |              |  |
| Zhaxylyk Baisariyev |              |  |

### Voie B
Les premiers de chaque poule se qualifient pour le Tour Elite.

## Tour élite

### Groupe A
MFK Tyumen atteint le dernier carré lors de ses deux premières participations européennes : 2019-2020 et maintenant 2021-2022.
| Titulaires :          |                     |  |
|                       |                     |  |
| 1                     | Careca              |  |
| 5                     | Bilal Bakkali       |  |
| 7                     | Mamadou Touré       |  |
| 8                     | Soufiane El Mesrar  |  |
| 19                    | Abdessamad Mohammed |  |
|                       |                     |  |
| Remplaçants :         |                     |  |
| 12                    | Moussa Diagouraga   |  |
| 20                    | Faouziddine Abal    |  |
| 2                     | Murilo              |  |
| 3                     | Thiago Bolinha      |  |
| 9                     | Nelson Lutin        |  |
| 11                    | Souheil Mouhoudine  |  |
| 13                    | Yassine Ziyati      |  |
| 14                    | Landry N'Gala       |  |
| 17                    | Rodriguinho         |  |
|                       |                     |  |
| Entraîneur :          |                     |  |
| Sergio Mullor Cabrera |                     |  |

| Titulaires :   |                   |  |
|                |                   |  |
| 2              | Leonardo Gugiel   |  |
| 9              | Bruno Taffy       |  |
| 11             | Kamil Gereykhanov |  |
| 13             | Sergei Abramovich |  |
| 14             | Artem Antoshkin   |  |
|                |                   |  |
| Remplaçants :  |                   |  |
| 22             | Sergei Loginov    |  |
| 8              | Aleksandr Upalev  |  |
| 12             | Andrei Batyrev    |  |
| 15             | Andrei Sokolov    |  |
| 20             | Jovan Lazarević   |  |
| 31             | Ruan Pablo Alflen |  |
| 80             | Denis Nevedrov    |  |
| 84             | Maksim Emelyanov  |  |
|                |                   |  |
| Entraîneur :   |                   |  |
| Nikolai Ivanov |                   |  |

| Titulaires :          |                     |  |
|                       |                     |  |
| 1                     | Careca              |  |
| 5                     | Bilal Bakkali       |  |
| 7                     | Mamadou Touré       |  |
| 8                     | Soufiane El Mesrar  |  |
| 19                    | Abdessamad Mohammed |  |
|                       |                     |  |
| Remplaçants :         |                     |  |
| 12                    | Moussa Diagouraga   |  |
| 20                    | Faouziddine Abal    |  |
| 2                     | Murilo              |  |
| 3                     | Thiago Bolinha      |  |
| 9                     | Nelson Lutin        |  |
| 11                    | Souheil Mouhoudine  |  |
| 13                    | Yassine Ziyati      |  |
| 14                    | Landry N'Gala       |  |
| 17                    | Rodriguinho         |  |
|                       |                     |  |
| Entraîneur :          |                     |  |
| Sergio Mullor Cabrera |                     |  |

| Titulaires :   |                   |  |
|                |                   |  |
| 2              | Leonardo Gugiel   |  |
| 9              | Bruno Taffy       |  |
| 11             | Kamil Gereykhanov |  |
| 13             | Sergei Abramovich |  |
| 14             | Artem Antoshkin   |  |
|                |                   |  |
| Remplaçants :  |                   |  |
| 22             | Sergei Loginov    |  |
| 8              | Aleksandr Upalev  |  |
| 12             | Andrei Batyrev    |  |
| 15             | Andrei Sokolov    |  |
| 20             | Jovan Lazarević   |  |
| 31             | Ruan Pablo Alflen |  |
| 80             | Denis Nevedrov    |  |
| 84             | Maksim Emelyanov  |  |
|                |                   |  |
| Entraîneur :   |                   |  |
| Nikolai Ivanov |                   |  |

| Titulaires :          |                     |  |
|                       |                     |  |
| 1                     | Careca              |  |
| 5                     | Bilal Bakkali       |  |
| 8                     | Soufiane El Mesrar  |  |
| 9                     | Nelson Lutin        |  |
| 19                    | Abdessamad Mohammed |  |
|                       |                     |  |
| Remplaçants :         |                     |  |
| 12                    | Moussa Diagouraga   |  |
| 20                    | Faouziddine Abal    |  |
| 2                     | Murilo              |  |
| 3                     | Thiago Bolinha      |  |
| 7                     | Mamadou Touré       |  |
| 11                    | Souheil Mouhoudine  |  |
| 13                    | Yassine Ziyati      |  |
| 14                    | Landry N'Gala       |  |
| 17                    | Rodriguinho         |  |
|                       |                     |  |
| Entraîneur :          |                     |  |
| Sergio Mullor Cabrera |                     |  |

| Titulaires :  |                     |  |
|               |                     |  |
| 2             | Leo Higuita         |  |
| 8             | Savio Valadares     |  |
| 12            | Dauren Tursagulov   |  |
| 14            | Douglas Junior      |  |
| 17            | Birzhan Orazov      |  |
|               |                     |  |
| Remplaçants : |                     |  |
| 16            | Narun Serikov       |  |
| 6             | Edson               |  |
| 7             | Rangel              |  |
| 9             | Albert Akbalikov    |  |
| 10            | Chingiz Yesenamanov |  |
| 11            | Diego Favero        |  |
| 13            | Vitão               |  |
| 20            | Turekhan Dossov     |  |
| 23            | Yerzhan Karmenov    |  |
|               |                     |  |

| Titulaires :          |                     |  |
|                       |                     |  |
| 1                     | Careca              |  |
| 5                     | Bilal Bakkali       |  |
| 8                     | Soufiane El Mesrar  |  |
| 9                     | Nelson Lutin        |  |
| 19                    | Abdessamad Mohammed |  |
|                       |                     |  |
| Remplaçants :         |                     |  |
| 12                    | Moussa Diagouraga   |  |
| 20                    | Faouziddine Abal    |  |
| 2                     | Murilo              |  |
| 3                     | Thiago Bolinha      |  |
| 7                     | Mamadou Touré       |  |
| 11                    | Souheil Mouhoudine  |  |
| 13                    | Yassine Ziyati      |  |
| 14                    | Landry N'Gala       |  |
| 17                    | Rodriguinho         |  |
|                       |                     |  |
| Entraîneur :          |                     |  |
| Sergio Mullor Cabrera |                     |  |

| Titulaires :  |                     |  |
|               |                     |  |
| 2             | Leo Higuita         |  |
| 8             | Savio Valadares     |  |
| 12            | Dauren Tursagulov   |  |
| 14            | Douglas Junior      |  |
| 17            | Birzhan Orazov      |  |
|               |                     |  |
| Remplaçants : |                     |  |
| 16            | Narun Serikov       |  |
| 6             | Edson               |  |
| 7             | Rangel              |  |
| 9             | Albert Akbalikov    |  |
| 10            | Chingiz Yesenamanov |  |
| 11            | Diego Favero        |  |
| 13            | Vitão               |  |
| 20            | Turekhan Dossov     |  |
| 23            | Yerzhan Karmenov    |  |
|               |                     |  |

| Titulaires :  |                  |  |
|               |                  |  |
| 1             | Evgeni Zmyslya   |  |
| 4             | Oleh Yeromin     |  |
| 7             | Pavel Rogovik    |  |
| 11            | Nikita Anisimov  |  |
| 18            | Yuri Rabyko      |  |
|               |                  |  |
| Remplaçants : |                  |  |
| 16            | Andrei Golovnyov |  |
| 5             | Maksim Baturin   |  |
| 8             | Artem Yakubov    |  |
| 9             | Ruslan Lazyuk    |  |
| 10            | Maksim Evdokimov |  |
| 14            | Evgeni Peremitin |  |
| 17            | Dzianis Mazny    |  |
| 20            | Artem Ros        |  |
|               |                  |  |
| Entraîneur :  |                  |  |
| Alexey Popov  |                  |  |

| Titulaires :          |                     |  |
|                       |                     |  |
| 1                     | Careca              |  |
| 3                     | Thiago Bolinha      |  |
| 7                     | Mamadou Touré       |  |
| 11                    | Souheil Mouhoudine  |  |
| 17                    | Rodriguinho         |  |
|                       |                     |  |
| Remplaçants :         |                     |  |
| 12                    | Moussa Diagouraga   |  |
| 20                    | Faouziddine Abal    |  |
| 2                     | Murilo              |  |
| 5                     | Bilal Bakkali       |  |
| 8                     | Soufiane El Mesrar  |  |
| 9                     | Nelson Lutin        |  |
| 19                    | Abdessamad Mohammed |  |
| 13                    | Yassine Ziyati      |  |
| 14                    | Landry N'Gala       |  |
|                       |                     |  |
| Entraîneur :          |                     |  |
| Sergio Mullor Cabrera |                     |  |

| Titulaires :  |                  |  |
|               |                  |  |
| 1             | Evgeni Zmyslya   |  |
| 4             | Oleh Yeromin     |  |
| 7             | Pavel Rogovik    |  |
| 11            | Nikita Anisimov  |  |
| 18            | Yuri Rabyko      |  |
|               |                  |  |
| Remplaçants : |                  |  |
| 16            | Andrei Golovnyov |  |
| 5             | Maksim Baturin   |  |
| 8             | Artem Yakubov    |  |
| 9             | Ruslan Lazyuk    |  |
| 10            | Maksim Evdokimov |  |
| 14            | Evgeni Peremitin |  |
| 17            | Dzianis Mazny    |  |
| 20            | Artem Ros        |  |
|               |                  |  |
| Entraîneur :  |                  |  |
| Alexey Popov  |                  |  |

| Titulaires :          |                     |  |
|                       |                     |  |
| 1                     | Careca              |  |
| 3                     | Thiago Bolinha      |  |
| 7                     | Mamadou Touré       |  |
| 11                    | Souheil Mouhoudine  |  |
| 17                    | Rodriguinho         |  |
|                       |                     |  |
| Remplaçants :         |                     |  |
| 12                    | Moussa Diagouraga   |  |
| 20                    | Faouziddine Abal    |  |
| 2                     | Murilo              |  |
| 5                     | Bilal Bakkali       |  |
| 8                     | Soufiane El Mesrar  |  |
| 9                     | Nelson Lutin        |  |
| 19                    | Abdessamad Mohammed |  |
| 13                    | Yassine Ziyati      |  |
| 14                    | Landry N'Gala       |  |
|                       |                     |  |
| Entraîneur :          |                     |  |
| Sergio Mullor Cabrera |                     |  |

En mars 2022, à la suite de l'exclusion du club russe MFK Tyumen due à la guerre en Ukraine, l'ACCS FC est repêché pour le Final four. Il devient le premier club français ainsi que le premier club de D2, quel que soit le pays, à atteindre ce niveau de la compétition.

### Groupe B
Le Sporting Portugal, vainqueur européen lors de deux des trois dernières saisons, se donne le droit de défendre son titre.

### Groupe C
Le FC Barcelone se qualifie pour sa neuvième phase finale en autant de participations au cours de onze saisons, égalant le record du Kairat Almaty.

### Groupe D
Uragan qui vise à devenir la première formation ukrainienne en phase finale. Menés lors de la première journée, les Ukrainiens l'emportent finalement 5-3 contre les débutants de Levante, en ouverture à Lisbonne. À domicile, Benfica, lauréat en 2010, s'impose facilement 8-3 contre Haladás, unique rescapé du tour préliminaire.

## Finale à quatre
La finale à quatre se déroule les 29 avril et 1er mai à la Riga Arena en Lettonie. À la suite de l'exclusion du club russe MFK Tyumen due à la guerre en Ukraine, le club français ACCS AV 92 est repêché pour le Final four,. Les champions de France en titre affrontent le Sporting Portugal, l'un des poids lourds du continent. L'autre demi-finale met aux prises Benfica et le FC Barcelone.
|  | Demi-finales          | Demi-finales          |                        |   | Finale          | Finale          |
|  | Demi-finales          | Demi-finales          |                        |   | Finale          | Finale          |
|  |                       |                       |                        |   |                 |                 |
|  | 29 avril 2022 à 17h00 | 29 avril 2022 à 17h00 |                        |   | 1er mai à 20h00 | 1er mai à 20h00 |
|  | 29 avril 2022 à 17h00 | 29 avril 2022 à 17h00 |                        |   | 1er mai à 20h00 | 1er mai à 20h00 |
|  | ACCS AV 92            | 2                     |                        |   | 1er mai à 20h00 | 1er mai à 20h00 |
|  | ACCS AV 92            | 2                     |                        |   | 1er mai à 20h00 | 1er mai à 20h00 |
|  | Sporting CP           | 6                     |                        |   | 1er mai à 20h00 | 1er mai à 20h00 |
|  | Sporting CP           | 6                     | Sporting CP            | 0 |                 |                 |
|  | 29 avril 2022 à 20h00 |                       | Sporting CP            | 0 |                 |                 |
|  |                       | FC Barcelone          | 4                      |   |                 |                 |
|  | Benfica               | FC Barcelone          | 4                      | 4 |                 |                 |
|  | Benfica               |                       |                        | 4 |                 |                 |
|  | FC Barcelone          | 5 ap                  |                        |   |                 |                 |
|  | FC Barcelone          | 5 ap                  | Match pour la 3e place |   |                 |                 |
|  |                       |                       |                        |   |                 |                 |
|  | 1er mai à 14h00       |                       |                        |   |                 |                 |
|  |                       |                       |                        |   |                 |                 |
|  | ACCS AV 92            | 2                     |                        |   |                 |                 |
|  | ACCS AV 92            | 2                     |                        |   |                 |                 |
|  | Benfica               | 5                     |                        |   |                 |                 |
|  | Benfica               | 5                     |                        |   |                 |                 |

### Demi-finales
À Riga, l'ACCS est mené de bout en bout et s'incline face au Sporting Portugal (2-6),. Le club portugais retrouve le FC Barcelone en finale, qui renverse Benfica (5-4) après prolongations et avoir été mené 3-0 à la mi-temps.
| 29 avril 2022 | ACCS                   | 2 – 6   | Sporting CP                                                                | Arena Riga, Riga                                            |                                                             |
| 18:00         | Lutin 18e · Galmim 28e | (1-3)   | 5e Cejudo · 11e Paçó · 12e 30e Merlim · 25e Cavinato · 33e (pen.) Cardinal | Spectateurs : 1 891 Arbitrage : Ondřej Černý - Gábor Kovács | Spectateurs : 1 891 Arbitrage : Ondřej Černý - Gábor Kovács |
| 18:00         |                        | rapport | 18e Pany Varela                                                            | Spectateurs : 1 891 Arbitrage : Ondřej Černý - Gábor Kovács | Spectateurs : 1 891 Arbitrage : Ondřej Černý - Gábor Kovács |

| 29 avril 2022 | Benfica                                                   | 4 – 5 ap        | FC Barcelone                                              | Arena Riga, Riga                                                |                                                                 |
| 21:00         | Tayyebi 1re (pen.) · Rocha 9e · Jesus 17e · Chishkala 38e | (3-0, 4-4, 4-4) | 21e (csc) Sousa · 31e Ferrão · 35e 38e Dyego · 50e Adolfo | Spectateurs : 4 319 Arbitrage : Nicola Manzione - Chiara Perona | Spectateurs : 4 319 Arbitrage : Nicola Manzione - Chiara Perona |
| 21:00         | rapport                                                   |                 |                                                           | Spectateurs : 4 319 Arbitrage : Nicola Manzione - Chiara Perona | Spectateurs : 4 319 Arbitrage : Nicola Manzione - Chiara Perona |

### Troisième place
La petite finale opposent les joueurs d'Asnières au Benfica. Premier club français de l'histoire du futsal à atteindre le Final Four de la Ligue des champions, Asnières termine quatrième de la compétition, battu par le Benfica Lisbonne (5-2) lors du match pour la troisième place,.
| Titulaires :          |                    |  |
|                       |                    |  |
| 1                     | Careca             |  |
| 3                     | Thiago Bolinha     |  |
| 7                     | Mamadou Touré      |  |
| 9                     | Nelson Lutin       |  |
| 11                    | Souheil Mouhoudine |  |
|                       |                    |  |
| Remplaçants :         |                    |  |
| 12                    | Moussa Diagouraga  |  |
| 20                    | Faouziddine Abal   |  |
| 6                     | Abdelillah Alla    |  |
| 10                    | Ricardinho         |  |
| 13                    | Yassine Ziyati     |  |
| 14                    | Landry N'Gala      |  |
| 16                    | Houmany Dembélé    |  |
| 17                    | Soukouna           |  |
| 18                    | Salah Galmim       |  |
|                       |                    |  |
| Entraîneur :          |                    |  |
| Sergio Mullor Cabrera |                    |  |

| Titulaires :  |                    |  |
|               |                    |  |
| 12            | André Sousa        |  |
| 3             | Romulo             |  |
| 10            | Robinho            |  |
| 11            | Ivan Chishkala     |  |
| 70            | Vinicius Rocha     |  |
|               |                    |  |
| Remplaçants : |                    |  |
| 13            | Diego Roncaglio    |  |
| 2             | Silvestre Ferreira |  |
| 4             | Afonso Jesus       |  |
| 7             | Arthur             |  |
| 8             | Rafael Henmi       |  |
| 9             | Nilson Miguel      |  |
| 15            | Hossein Tayebi     |  |
| 16            | Bruno Cintra       |  |
| 18            | Jacaré             |  |
|               |                    |  |
| Entraîneur :  |                    |  |
| Pulpis        |                    |  |

| Titulaires :          |                    |  |
|                       |                    |  |
| 1                     | Careca             |  |
| 3                     | Thiago Bolinha     |  |
| 7                     | Mamadou Touré      |  |
| 9                     | Nelson Lutin       |  |
| 11                    | Souheil Mouhoudine |  |
|                       |                    |  |
| Remplaçants :         |                    |  |
| 12                    | Moussa Diagouraga  |  |
| 20                    | Faouziddine Abal   |  |
| 6                     | Abdelillah Alla    |  |
| 10                    | Ricardinho         |  |
| 13                    | Yassine Ziyati     |  |
| 14                    | Landry N'Gala      |  |
| 16                    | Houmany Dembélé    |  |
| 17                    | Soukouna           |  |
| 18                    | Salah Galmim       |  |
|                       |                    |  |
| Entraîneur :          |                    |  |
| Sergio Mullor Cabrera |                    |  |

| Titulaires :  |                    |  |
|               |                    |  |
| 12            | André Sousa        |  |
| 3             | Romulo             |  |
| 10            | Robinho            |  |
| 11            | Ivan Chishkala     |  |
| 70            | Vinicius Rocha     |  |
|               |                    |  |
| Remplaçants : |                    |  |
| 13            | Diego Roncaglio    |  |
| 2             | Silvestre Ferreira |  |
| 4             | Afonso Jesus       |  |
| 7             | Arthur             |  |
| 8             | Rafael Henmi       |  |
| 9             | Nilson Miguel      |  |
| 15            | Hossein Tayebi     |  |
| 16            | Bruno Cintra       |  |
| 18            | Jacaré             |  |
|               |                    |  |
| Entraîneur :  |                    |  |
| Pulpis        |                    |  |

### Finale
Le FC Barcelone remporte sa quatrième Ligue des champions de futsal en dominant en finale le Sporting Portugal, tenant du titre (4-0), à Riga en Lettonie. Le Barça prend sa revanche sur le club portugais qui le bat en finale de la précédente édition (4-3).
| Titulaires :  |                   |  |
|               |                   |  |
| 21            | Didac Plana       |  |
| 4             | André Coelho      |  |
| 7             | Dyego             |  |
| 8             | Adolfo            |  |
| 11            | Ferrão            |  |
|               |                   |  |
| Remplaçants : |                   |  |
| 15            | Alex Lluch        |  |
| 26            | Miquel Feixas     |  |
| 2             | Povill            |  |
| 3             | Matheus Rodrigues |  |
| 9             | Sergio Lozano     |  |
| 16            | Nicolás           |  |
| 17            | Pito              |  |
| 18            | Marcênio          |  |
| 23            | Ortiz             |  |
|               |                   |  |
| Entraîneur :  |                   |  |
| Jesús Velasco |                   |  |

| Titulaires :  |               |  |
|               |               |  |
| 14            | Guitta        |  |
| 4             | Tomás Paço    |  |
| 9             | João Matos    |  |
| 17            | Cavinato      |  |
| 29            | Alex Merlim   |  |
|               |               |  |
| Remplaçants : |               |  |
| 16            | Bernardo Paço |  |
| 6             | Zicky         |  |
| 7             | Cardinal      |  |
| 8             | Erick         |  |
| 10            | Pauleta       |  |
| 11            | Waltinho      |  |
| 20            | Miguel Ângelo |  |
| 44            | Esteban       |  |
|               |               |  |
| Entraîneur :  |               |  |
| Nuno Dias     |               |  |

| Titulaires :  |                   |  |
|               |                   |  |
| 21            | Didac Plana       |  |
| 4             | André Coelho      |  |
| 7             | Dyego             |  |
| 8             | Adolfo            |  |
| 11            | Ferrão            |  |
|               |                   |  |
| Remplaçants : |                   |  |
| 15            | Alex Lluch        |  |
| 26            | Miquel Feixas     |  |
| 2             | Povill            |  |
| 3             | Matheus Rodrigues |  |
| 9             | Sergio Lozano     |  |
| 16            | Nicolás           |  |
| 17            | Pito              |  |
| 18            | Marcênio          |  |
| 23            | Ortiz             |  |
|               |                   |  |
| Entraîneur :  |                   |  |
| Jesús Velasco |                   |  |

| Titulaires :  |               |  |
|               |               |  |
| 14            | Guitta        |  |
| 4             | Tomás Paço    |  |
| 9             | João Matos    |  |
| 17            | Cavinato      |  |
| 29            | Alex Merlim   |  |
|               |               |  |
| Remplaçants : |               |  |
| 16            | Bernardo Paço |  |
| 6             | Zicky         |  |
| 7             | Cardinal      |  |
| 8             | Erick         |  |
| 10            | Pauleta       |  |
| 11            | Waltinho      |  |
| 20            | Miguel Ângelo |  |
| 44            | Esteban       |  |
|               |               |  |
| Entraîneur :  |               |  |
| Nuno Dias     |               |  |